# Alan Dinehart

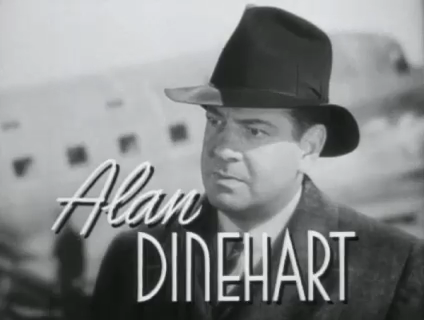
Alan Dinehart en The First Hundred Years (1938)

Alan Dinehart (3 de octubre de 1889 – 17 de julio de 1944) fue un actor, director teatral y dramaturgo de nacionalidad estadounidense.

## Biografía
Nacido en St. Paul, Minnesota, su nombre completo era Alan Mason Dinehart. Dinehart abandonó los estudios para actuar en el teatro, formando parte en sus comienzos de una compañía de repertorio. Posteriormente, entre 1918 y 1941, actuó en el circuito de Broadway, en Nueva York. Además fue dramaturgo (dos piezas) y escenógrafo (diez obras teatrales, una revista y una comedia musical). Fue el autor, junto a Joseph Carole, de la última obra que interpretó en Broadway, Separate Rooms, con 613 representaciones desde marzo de 1940 a septiembre de 1941, trabajando junto a Glenda Farrell y Lyle Talbot.
Dinehart no tenía ninguna experiencia en el cine cuando, en mayo de 1931, fue contratado por Fox Entertainment Group. Su primera película fue La huerfanita (1931), de John Ford, en la que actuó junto a Sally O'Neil y Frank Albertson. Inició así una trayectoria como actor de carácter y de reparto en la cual participó en cerca de noventa producciones rodadas entre 1931 y 1944. Sus siete últimos filmes se estrenaron en el año de su muerte, 1944. Otras producciones relevantes en las que participó fueron Jimmy the Gent (de Michael Curtiz, 1934, con James Cagney y Bette Davis), Dante's Inferno (de Harry Lachman, 1935, con Spencer Tracy y Claire Trevor), Born to Dance (de Roy Del Ruth, 1936, con Eleanor Powell y James Stewart), o Hotel for Women (de Gregory Ratoff, 1939, con Ann Sothern y Linda Darnell).
Dinehart también actuó en varias series televisivas de los años 1950, destacando su papel de Bat Masterson en la serie western de ABC/Desilu Studios The Life and Legend of Wyatt Earp, protagonizada por Hugh O'Brian.
En 1912 se casó con la actriz teatral Louise Dyer (1895-1934), nativa del Condado de Nassau (Nueva York). Tuvieron un hijo, Alan Dinehart, Jr. (1918-1992), pero se divorciaron en 1932. Al año siguiente se casó con la actriz Mozelle Britton (12 de mayo de 1912–18 de mayo de 1953), nativa de Oklahoma City, Oklahoma. La pareja tuvo un hijo, Mason Alan Dinehart, nacido en Los Ángeles, California, en 1936
Dinehart falleció en Hollywood, California, en 1944, a causa de un infarto agudo de miocardio. Fue enterrado, junto a su segunda esposa, en el Cementerio Forest Lawn Memorial Park, en Glendale, California.

## Teatro
- 1918 : A Very Good Young Man, de Martin Brown
- 1919 : The Challenge, de Eugene Walter
- 1919 : There's a Crowd, de Earl Derr Biggers y Christopher Morley
- 1919-1920 : Los bajos fondos, de Máximo Gorki, con Rosalind Ivan y Edward G. Robinson
- 1920 : Big Game, de Willard Robertson y Kilbourn Gordon, con Charles Halton
- 1920 : The Blue Flame, de George V. Hobart y John Willard, con Theda Bara y DeWitt Jennings
- 1920-1921 : The Mirage, de Edgar Selwyn, con John Alexander
- 1922 : Lawful Larceny, de Samuel Shipman, con Sara Haden y Lowell Sherman
- 1922 : The Exciters, de Martin Brown, escenografía de Edgar Selwyn, con Tallulah Bankhead y Aline MacMahon
- 1922-1923 : Rose Briar, de Booth Tarkington, producción de Florenz Ziegfeld, con Billie Burke
- 1923 : Two Fellows and a Girl, de Vincent Lawrence, producción de George M. Cohan, con John Halliday
- 1924 : Cheaper to marry, de Samuel Shipman, con Berton Churchill, Florence Eldridge y Robert Warwick
- 1925 : Applesauce, de Barry Conners, con Clara Blandick, Walter Connolly, William Holden (como actor y director)
- 1925-1926 : The Patsy, de Barry Conners (como director)
- 1926 : Treat 'em Rough, de Fanny Hatton y Frederic Hatton, con Walter Connolly y Genevieve Tobin (como actor y director)
- 1926 : Up the Line, de Henry Fisk Carlton, con Louis Calhern (como director)
- 1926-1927 : Americana, de Con Conrad, Henry Souvaine y J.P. McEvoy, (como director, junto a Larry Ceballos)
- 1927 : Sinner, de Thompson Buchanan, con Raymond Walburn (como director)
- 1927 : Merry-Go-Round, de Henry Souvaine, Jay Gorney, Morrie Ryskind y Howard Dietz, con Etienne Girardot (como director)
- 1927 : Creoles, de Samuel Shipman y Kenneth Perkins
- 1928 : The Silent House, de John G. Brandon y George Pickett, con Luis Alberni
- 1928 : The Breaks, de J.C. Nugent y Elliott Nugent, con Sylvia Sidney, J.C. y Elliott Nugent (como director, junto a J.C. Nugent)
- 1928 : El padre, de August Strindberg, adaptación de Robert Whittier (como director)
- 1928 : Girl Trouble, de Barry Conners, con Sara Haden (como actor y director)
- 1929 : The Marriage Bed, de Ernest Pascal, con Helen Flint y Elizabeth Patterson
- 1929 : Queen Bee, de Louise Fox Connell y Ruth Hawthorne, con Brian Donlevy y Ian Keith (como director)
- 1930 : The Ninth Guest, de Owen Davis, con Berton Churchill
- 1934 : Alley Cat (como autor — junto a Samuel Shipman —, actor y director)
- 1937 : Behind Red Lights, de Samuel Shipman y Beth Brown
- 1940-1941 : Separate Rooms, con Glenda Farrell, Lyle Talbot (como autor — junto a John Carole —, actor y director)

## Selección de su filmografía
- 1931 : La huerfanita, de John Ford

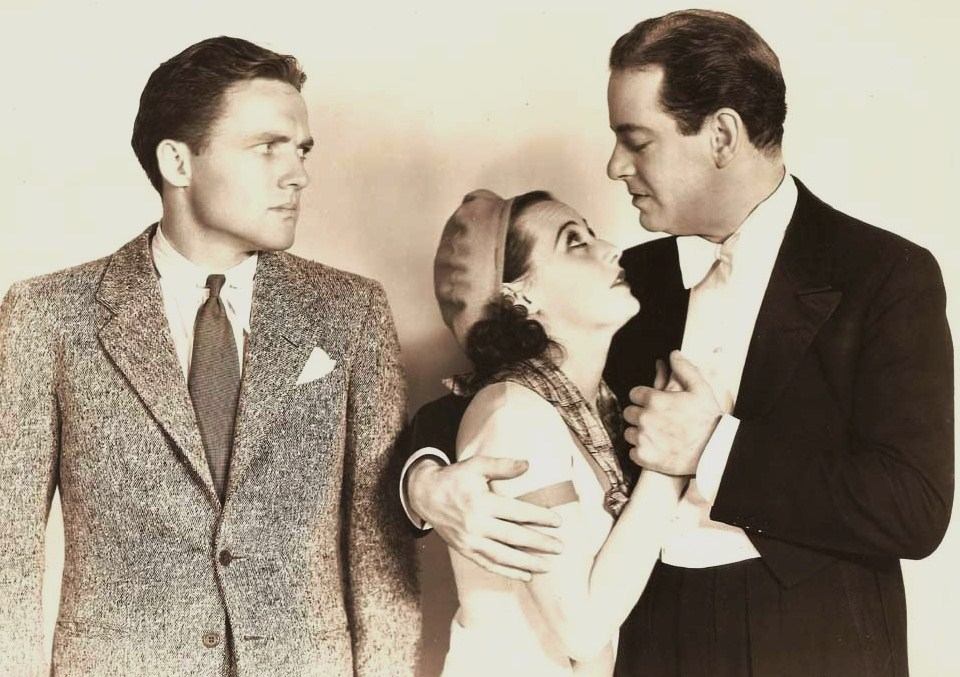
De izq. a der. : Frank Albertson, Sally O'Neil y Alan Dinehart en La huerfanita (1931)

- 1931 : Girls About Town, de George Cukor
- 1932 : Bachelor's Affairs, de Alfred L. Werker
- 1932 : Okay, America!, de Tay Garnett
- 1932 : Rackety Rax, de Alfred L. Werker
- 1933 : A Study in Scarlet, de Edwin L. Marin
- 1933 : Fury of the Jungle, de Roy William Neill
- 1933 : The World changes, de Mervyn LeRoy
- 1933 : Bureau of Missing Persons, de Roy del Ruth
- 1933 : Lawyer Man, de William Dieterle
- 1933 : Supernatural, de Victor Halperin
- 1934 : Baby take a Bow, de Harry Lachman
- 1934 : Jimmy the Gent de Michael Curtiz
- 1934 : The Cat's Paw, de Sam Taylor
- 1935 : Dante's Inferno, de Harry Lachman
- 1935 : Thanks a Million, de Roy Del Ruth
- 1935 : The Payoff, de Robert Florey
- 1935 : The Lottery Lover, de Wilhelm Thiele
- 1936 : Born to dance, de Roy Del Ruth
- 1936 : Human Cargo, de Allan Dwan
- 1936 : Charlie Chan at the Race Track, de H. Bruce Humberstone
- 1936 : It had to happen, de Roy Del Ruth
- 1937 : La contraseña, de William A. Seiter
- 1937 : Big Town Girl, de Alfred L. Werker
- 1937 : Ali Baba goes to Town, de David Butler
- 1937 : Midnight Taxi, de Eugene Forde
- 1937 : Fifty Roads to Town, de Norman Taurog
- 1937 : Danger : Love at Work, de Otto Preminger
- 1938 : Rebecca of Sunnybrook Farm, de Allan Dwan
- 1938 : Up the River, de Alfred L. Werker
- 1939 : Fast and Loose, de Edwin L. Marin
- 1939 : Slightly Honorable, de Tay Garnett
- 1939 : Hotel for Women, de Gregory Ratoff
- 1939 : Everything happens at Night, de Irving Cummings
- 1939 : Second Fiddle, de Sidney Lanfield
- 1939 : King of the Turf, de Alfred E. Green
- 1942 : Girl Trouble, de Harold D. Schuster
- 1943 : Sweet Rosie O'Grady, de Irving Cummings
- 1943 : The Heat's On, de Gregory Ratoff
- 1944 : Minstrel Man, de Joseph H. Lewis y Edgar G. Ulmer
- 1944 : Johnny doesn't live Here any more, de Joe May
- 1944 : Oh, What a Night, de William Beaudine
- 1944 : A Wave, a WAC and a Marine, de Phil Karlson